# The Marshall Mathers LP 2
The Marshall Mathers LP 2 – studyjny album amerykańskiego rapera Eminema, wydany 5 listopada 2013 roku. Nagrywanie albumu miało miejsce w latach 2011–2013 w kilku studiach nagraniowych, pod kierownictwem wielu producentów, m.in. Dr. Dre, No I.D., Ricka Rubina czy samego Eminema. Na albumie pojawiają się gościnnie Skylar Grey, Rihanna, Nate Ruess z zespołu fun., i jedyny raper poza samym Eminemem znajdujący się na płycie, będący jednocześnie jego kolegą z wytwórni Kendrick Lamar.
Nagrania w Polsce uzyskały status dwukrotnej platynowej płyty.

## Tło
Eminem potwierdził album w wywiadzie dla nowojorskiej stacji radiowej Hot 97, prowadzonym przez Petera Rosenberga 24 maja 2012 roku. Raper powiedział: „Powoli zbliżam się do nowego nagrania”. 30 czerwca 2012 roku Eminem rozmawiał o albumie z DJ Whoo Kid na antenie własnej stacji radiowej Shade45. Powiedział byłemu DJ-owi G-Unit, że materiał nabiera kształtów, a jego mentor Dr. Dre będzie zaangażowany w całość prac. Eminem wyjaśnił: „Zazwyczaj na początek obieram odpowiedni kierunek, a potem nagrywam to, co czuję. Później spotkam się z Dre i wypełnimy pozostałe luki”. Royce da 5’9” pojawił się w programie RapFix razem ze swoją grupą Slaughterhouse 30 sierpnia 2012 i mówił o tym, co wie na temat albumu w tym momencie. „Nie jestem pewny, jak świat zareaguje na pewne rzeczy, które usłyszałem od niego”. Royce powiedział też, że przez to, co słyszał, miał koszmary senne.

## Produkcja
Zespół odpowiedzialny za produkcję albumu zaczął się objawiać, gdy 5 września 2012 roku amerykański producent muzyczny No I.D. powiedział w MTV News, że będzie z Eminemem w studio, by nagrywać jego nowy album. No I.D. tłumaczył rozmowę, jaką miał z Marshallem, mówiąc, że rozmawiali o współpracy i uzgodnili, że wejdą do studia i zobaczą, co da się zrobić. Powiedział: „On jest jednym z najlepszych, chcę pracować z jednym z najlepszych i dać swój wkład muzyczny. Myślę, że to będzie jeden z następnych etapów tego, co robię”.
The Marshall Mathers LP 2 zostało wielokrotnie umieszczone na listach „Najbardziej wyczekiwanych albumów roku 2013” przez wiele magazynów, wliczając MTV, Complex i XXL Magazine.

## Okładka
Okładka albumu ujrzała światło dzienne 20 września 2013, na Twitterze Eminema. Jest to pierwsza okładka, od czasu pierwszego albumu Infinite na której Eminem nie pojawia się we własnej osobie. Obraz zawiera zdjęcie domu w którym Eminem mieszkał w swoich nastoletnich latach, teraz dom ten jest opuszczony i znajduje się w opłakanym stanie. Okładka jest bardzo podobna do oryginalnej z The Marshall Mathers LP, na której znajduje się zdjęcie tego samego domu.

## Wydanie i promocja
W wywiadzie udzielonym internetowej stronie magazynu „Billboard” współzałożyciel Shady Records Paul Rosenberg powiedział, że Eminem planuje wydać album po święcie Memorial Day i słuchacze powinni spodziewać się go właśnie w tym okresie. Późniejsze informacje prasowe doniosły, że pierwszy singiel z nadchodzącego ósmego albumu będzie wydany wkrótce. 25 sierpnia 2013 roku podczas MTV Video Music Awards okazało się, że nowy album będzie zatytułowany „Marshall Mathers LP 2” (sequel poprzedniego wydawnictwa z 2000 roku The Marshall Mathers LP) i zostanie wydany 5 listopada 2013.

### Single
Pierwszy singiel „Berzerk”, pojawił się 27 sierpnia 2013. Utwór został wyprodukowany przez założyciela Def Jam Ricka Rubina. Singel zadebiutował jako numer 2 na liście Canadian Hot 100 i jako numer 3 na US Billboard Hot 100. 9 września 2013 w serwisie VEVO pojawił się teledysk do utworu.
14 sierpnia 2013 utwór zatytułowany „Survival” z gościnnym udziałem Liz Rodrigues i produkcji DJ Khalila miał premierę w trailerze multiplayera gry Call of Duty: Ghosts. 8 października 2013 utwór „Survival” został udostępniony w wersji cyfrowej wraz z teledyskiem, jako drugi singiel z nowego albumu.
14 października 2013 na kanale YouTube Eminema pojawił się utwór „Rap God”. Został on wydany 15 października na iTunes jako trzeci singiel z The Marshall Mathers LP 2.
24 października 2013 pojawiła się informacja, że utwór „The Monster” z gościnnym udziałem Rihanny będzie czwartym singlem z albumu. Utwór produkcji Frequency'ego miał swoją premierę 28 października 2013. Następnego dnia „The Monster” został oficjalnie wydany jako czwarty singiel.

## Lista utworów
Oficjalna lista utworów została potwierdzona 10 października 2013 a tracklista wersji Deluxe albumu, zawierająca dodatkowych pięć utworów, ukazała się 22 października.
| Bonusowy utwór z Call of Duty: Ghosts | Bonusowy utwór z Call of Duty: Ghosts | Bonusowy utwór z Call of Duty: Ghosts | Bonusowy utwór z Call of Duty: Ghosts |
| Nr                                    | Tytuł utworu                          | Autor                                 | Długość                               |
| ------------------------------------- | ------------------------------------- | ------------------------------------- | ------------------------------------- |
| 1.                                    | „Don't Front (gośc. Buckshot)”        | M.Mathers, K.Blake                    |                                       |

| Edycja Deluxe | Edycja Deluxe                         | Edycja Deluxe                                                                                  | Edycja Deluxe                | Edycja Deluxe |
| Nr            | Tytuł utworu                          | Autor                                                                                          | Producent                    | Długość       |
| ------------- | ------------------------------------- | ---------------------------------------------------------------------------------------------- | ---------------------------- | ------------- |
| 1.            | „Baby”                                | M. Mathers, L. Resto, M. Strange                                                               | Eminem                       | 4:23          |
| 2.            | „Desperation (gośc. Jamie N Commons)” | M. Mathers, J. Commons, A. Grant                                                               | Alex da Kid                  | 3:56          |
| 3.            | „Groundhog Day”                       | M. Mathers, C. McCormick, A. Feeney, T. Brenneck, J. Tankle, H. Steinweiss, D. Guy, L, Michels | Cardiak, Frank Dukes, Eminem | 4:53          |
| 4.            | „Beautiful Pain (gość. Sia)”          | M. Mathers, S. Furler, E. Haynie                                                               | Emile Haynie                 | 4:25          |
| 5.            | „Wicked Ways (gośc. X Ambassadors)”   | M. Mathers, A. Grant                                                                           | Alex da Kid                  | 6:32          |
|               |                                       |                                                                                                |                              | 24:09         |